# Phaeoptyx pigmentaria
Phaeoptyx pigmentaria är en fiskart som först beskrevs av Poey, 1860.  Phaeoptyx pigmentaria ingår i släktet Phaeoptyx och familjen Apogonidae. Inga underarter finns listade i Catalogue of Life.